# Dagboek van een herdershond (musical)
Dagboek van een herdershond is een Nederlandstalige musical uit 2022 van Albert Verlinde Producties en Toneelgroep Maastricht, gebaseerd op de gelijknamige televisieserie uit de jaren 1978-1980. De musical speelde met succes in mei, juni en juli 2022 in het MECC Maastricht. De bijna tachtig voorstellingen trokken circa 80.000 bezoekers. Een geplande reprise in het voorjaar van 2023 moest vanwege de gestegen kosten worden afgezegd. Als alternatief is de musical op 3 september 2023 vanuit de stad Sittard live uitgezonden door KRO-NCRV op NPO 1.

## Verhaal
Zowel de televisieserie als de musical zijn gebaseerd op de driedelige, deels autobiografische roman Kroniek eener parochie van Jacques Schreurs uit 1941-1948. Dagboek van een herdershond vertelt het verhaal van Erik Odekerke, die in 1914 kapelaan wordt in Geleen, in de tijd dat daar de mijnbouw in opkomst is. Door zijn sociale bewogenheid en zijn verlegenheid steekt hij sterk af bij zijn baas, de conservatieve en 'bourgondische' pastoor Bonhomme. Odekerken komt, mede als gevolg van zijn naïviteit, regelmatig in aanvaring met de pastoor en de lokale bevolking, maar weet zich gesteund door zijn engelbewaarder en door zijn vriend, kapelaan Lumens.

## Rolverdeling
| Personage                         | Acteur                                         | Acteur tv-musical    |
| --------------------------------- | ---------------------------------------------- | -------------------- |
| Kapelaan Erik Odekerke            | Joes Brauers                                   | Thomas Cammaert      |
| Understudy Erik Odekerke          | Javan Hoen, Bob van de Wijdeven                |                      |
| Engelbewaarder                    | Angela Schijf                                  | Angela Schijf        |
| Understudy Engelbewaarder         | Luka Kluskens, Madeliefe Koops                 |                      |
| Kapelaan Lumens                   | William Spaaij                                 | William Spaaij       |
| Understudy Kapelaan Lumens        | Sem van der Hijden, Tim Stuart                 |                      |
| Miete van der Schoor              | Nandi van Beurden                              | Nandi van Beurden    |
| Understudy Miete                  | Kaylee Peters, Lotte Slinkert                  |                      |
| Mevrouw Bongaerts                 | Anne-Mieke Ruyten                              | Anne-Mieke Ruyten    |
| Understudy Mevrouw Bongaerts      | Kilke John, Paddy Schleidt                     |                      |
| Vrouw Bonte                       | Saskia Schäfer                                 | N.V.T.               |
| Understudy Vrouw Bonte            | Kilke John, Isabel Diafera                     |                      |
| Louis Bonte                       | Sem van der Hijden                             | N.V.T.               |
| Understudy Louis Bonte            | Lukas Dijkman, Sam Weytjens                    |                      |
| Pastoor Bonhomme                  | Raymond Kurvers                                | Jon van Eerd         |
| Understudy Pastoor Bonhomme       | Martijn van der Veen                           |                      |
| Huismeid                          | Luka Kluskens                                  | Luka Kluskens        |
| Understudy Huismeid               | Kaylee Peters, Paddy Schleidt, Madeliefe Koops |                      |
| Bovenmeester Bongaerts            | Barry Beijer                                   |                      |
| Understudy Bovenmeester Bongaerts | Tim Stuart, Lukas Dijkman                      |                      |
| Rene Bongaerts                    | Javan Hoen                                     | Javan Hoen           |
| Understudy Rene Bongaerts         | Sem van der Hijden, Bob van de Wijdeven        |                      |
| Huishoudster Katrien              | Suzan Seegers                                  | Suzan Seegers        |
| Understudy Huishoudster Katrien   | Lotte Slinkert                                 |                      |
| Brouwer van der Schoor            | Martijn van der Veen                           | Martijn van der Veen |
| Understudy Brouwer van der Schoor | Sam Weytjens                                   |                      |
| Engelbertus                       | Ronald Jorritsma                               | Nando Liebregts      |
| Understudy Engelbertus            | Bob van de Wijdeven                            |                      |
| Notaris Smeets                    | Raymond Kurvers                                | Raymond Kurvers      |
| Understudy Notaris                | Martijn van der Veen                           |                      |
| Bovenmeester Hermans (tv-musical) |                                                | Tim Stuart           |

Bron: